# Oliviero Diliberto
Pour les articles homonymes, voir Diliberto.
Oliviero Diliberto (né le 13 octobre 1956 à Cagliari - ) est un homme politique, leader du Parti des communistes italiens (PdCI).

## Biographie
Militant du Parti communiste italien depuis les années 1980, Di Liberto rejoint Prc 1991 après la scission qui a pris fin avec la dissolution du PCI.
En 1994, il a été élu à la Chambre. En 1998, à la suite de la motion de confiance dans la politique de la politique à gauche du centre de gouvernement Romano Prodi, où la plupart des Rifondazione ont voté contre une partie de la partie, dirigée par Armando Cossutta et Diliberto se est clivé pour former le Parti des communistes italiens, dont il est secrétaire général depuis. 
Diliberto a ensuite été nommé ministre de la Justice dans le gouvernement de Massimo D'Alema, un poste qu'il a occupé jusqu'en 2000 quand il a démissionné pour se concentrer sur le travail du parti.
Après la victoire du centre-gauche L'Unione (à partir de laquelle la partie PDCI), en 2006, Diliberto a annoncé son refus d'exercer toute fonction ministérielle, préférant mener à bien les tâches de la direction du Parti.